# Assedio di Gibilterra (febbraio-giugno 1333)
L'assedio di Gibilterra del febbraio-giugno 1333 o terzo assedio di Gibilterra fu organizzato da un esercito moresco guidato dal principe Abd al-Malik Abd al-Wahid del Marocco e portò alla riconquista di Gibilterra da parte dei musulmani. La città fortificata di Gibilterra era passata in mano alla Castiglia nel 1309, quando fu sottratta al Sultanato di Granada. L'attacco a Gibilterra fu ordinato dal sovrano merinide appena salito al potere Abu l-Hasan 'Ali ibn 'Uthman in risposta a un appello del sovrano nasride Muhammad IV di Granada. Lo scoppio dell'assedio colse di sorpresa i castigliani, con le scorte di cibo locali che apparivano decisamente scarse a causa dei misfatti compiuti dal governatore della città, Vasco Perez de Meira, il quale aveva sottratto indebitamente il denaro che avrebbe dovuto spendere per comprare nuove razioni per le guarnigioni e per pagare i lavori di restauro del castello e delle fortificazioni. Dopo oltre quattro mesi di assedio e bombardamenti compiuti dalle catapulte moresche, la guarnigione e i cittadini furono ridotti quasi alla fame e si arresero ad Abd al-Malik.

## Contesto storico
Nel 1309, le truppe castigliane al comando di Ferdinando IV di Castiglia riuscirono a conquistare Gibilterra, allora conosciuta come la Medinat al-Fath (Città della Vittoria), dal Sultanato di Granada governato dai musulmani. Le sue fortificazioni furono riparate e ammodernate dai castigliani, un'operazione questa che si rivelò provvidenziale per respingere il fallito tentativo di assalto compiuto nel 1316 dagli uomini di Granada.

## L'assedio

### Fasi iniziali
L'alleanza tra i Nasridi di Granada e i Merinidi del Marocco aveva subito una battuta d'arresto in seguito alla perdita di Gibilterra, ma l'ascesa del sultano merinide Abu l-Hasan 'Ali ibn 'Uthman portò a un rinnovamento del patto di collaborazione tra i due Stati musulmani. Una forza di 7 000 uomini al comando del figlio di Abu l-Hasan, Abd al-Malik, attraversò in gran segreto lo stretto di Gibilterra e raggiunse le truppe di Muhammad IV di Granada ad Algeciras nel febbraio 1333. I castigliani erano nel frattempo distratti dall'incoronazione del re Alfonso XI e si dimostrarono lenti a rispondere alla forza d'invasione, la quale riuscì ad assediare Gibilterra prima che si potesse organizzare un'adeguata controffensiva.
Gibilterra era impreparata alla prospettiva di un assedio prolungato. Il suo governatore, don Vasco Perez de Meira, aveva indebitamente sottratto i fondi stanziati dalla corona per pagare il cibo e il mantenimento delle difese della città, sfruttandoli invece per comprare un feudo nei pressi di Jerez. Si appropriò inoltre delle vettovaglie stesse, le quali furono vendute ai Mori, mentre al contempo la guarnigione che operava a Gibilterra aveva un morale basso, considerate le paghe risicate. Il naufragio di un'imbarcazione carica di grano al largo della costa di Gibilterra, avvenuto solo otto giorni prima dell'inizio dell'assedio, permise alle sentinelle di beneficiare di un po' di scorte in più, ma come gli eventi avrebbero dimostrato esse non si rivelarono abbastanza sufficienti.
La città era costituita da una serie di distretti fortificati individualmente che si estendevano dal cantiere navale sul lungomare a un castello a diverse centinaia di piedi sul pendio della rocca di Gibilterra. Entro la fine di febbraio, le forze di Abd al-Malik avevano catturato il cantiere navale e l'area sulla rocca sopra il castello, dove aveva posto le proprie macchine d'assedio. I tentativi di allestire una forza di soccorso avversaria furono ostacolati dalle incursioni granadine organizzate lungo i confini del regno di Castiglia, i quali avevano lo scopo di disperdere i rinforzi che stavano giungendo in aiuto di Gibilterra. In un siffatto scenario, le controversie politiche tra Alfonso e i suoi vassalli ritardarono l'allestimento di una forza di terra in grado di arrestare l'assedio. Sebbene Alfonso avesse a disposizione una flotta navale comandata dall'ammiraglio Alfonso Jofre de Tenorio, le navi moresche che sostenevano l'assedio erano posizionate vicino alla costa, un luogo ritenuto troppo pericoloso per tentare un attacco.

### Resa e conquista di Gibilterra

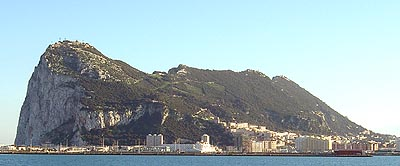
Gibilterra vista da nord-ovest

Fu soltanto a giugno che Alfonso si dimostrò in grado di schierare delle truppe di supporto abbastanza numerose. I suoi principali consiglieri si erano opposti all'organizzazione di questa spedizione di soccorso sulla base del fatto che avrebbe significato combattere sia Granada che Fès, un'impresa ritenuta troppo rischiosa. Dopo otto giorni di discussioni a Siviglia, Alfonso riuscì a convincere il suo vassallo ribelle Giovanni Emanuele a sostenerlo contro i Mori. Egli marciò dunque il suo esercito a Jerez, dove i combattenti si accamparono vicino al fiume Guadalete, a quattro giorni di marcia da Gibilterra. Tuttavia, la situazione a sud appariva già irrimediabilmente compromessa per i difensori.
Nella metà del giugno 1313 Gibilterra viveva in uno stato cronico: il cibo era finito e i cittadini e la guarnigione erano stati costretti a mangiare i propri scudi, cinture o scarpe nel tentativo di placare il proprio stomaco. L'ammiraglio Jofre tentò di scagliare sacchi di farina nella città lanciandoli oltre le mura dalle catapulte montate sulle navi, ma i Mori riuscirono a scacciare le navi castigliane e a impedire che potessero essere consegnati degli approvvigionamenti. Le stesse catapulte dei Mori avevano causato gravi danni alle difese di Gibilterra e la guarnigione non appariva più in grado di resistere ai nemici, in quanto assolutamente provata.
Il 17 giugno 1333, Vasco Perez si arrese a Gibilterra dopo aver accettato le condizioni imposte da Abd al-Malik. Il sultano scoprì che il suo rivale aveva accumulato una scorta di cibo nei suoi magazzini sufficiente a nutrire l'intera popolazione assediata per cinque giorni. Inoltre, aveva detenuto un certo numero di prigionieri moreschi in ottime condizioni nella sua stessa casa con l'apparente intenzione di riscattarli. Perez fuggì in Nord Africa per sfuggire alla punizione che la corona avrebbe riservato ai suoi fallimenti; come riferisce in maniera sprezzante il cronista del re Alfonso XI, «era suo dovere o consegnare la fortezza nelle mani del suo signore, il re, o morire in sua difesa». Poiché egli non fece né l'uno né l'altro, fu condannato dai castigliani è ritenuto un traditore. Le sentinelle a difesa del presidio furono autorizzate ad abbandonare il sito senza essere fatti prigionieri in segno di rispetto per il loro coraggio nell'aver difeso Gibilterra da soli per così tanto tempo.
La notizia della caduta della roccaforte suscitò grande entusiasmo in Marocco; il cronista moresco Ibn Marzuq testimonia che, mentre stava compiendo i suoi studi a Tlemcen, il suo maestro annunciò alla sua classe: «Rallegratevi, comunità di fedeli, perché Dio ha avuto la bontà di restituirci Gibilterra!». Secondo Ibn Marzuq, gli studenti si lasciarono andare a grida di gioia, ringraziando Allah e versando addirittura delle lacrime per la contentezza.